# 印度洋眶燈魚
印度洋眶灯鱼（学名：Diaphus mascarensis）为輻鰭魚綱燈籠魚目灯笼鱼科的其中一種，分布於西印度洋海域，屬深海魚類，棲息深度237-800公尺，體長可達14.4公分。

## 扩展阅读
維基物種上的相關：印度洋眶灯鱼